# اوورسلگ
اوورسلگ (به هلندی: Overslag) یک منطقهٔ مسکونی در هلند است که در ترنئوزن واقع شده‌است. اوورسلگ ۲۴۹ نفر جمعیت دارد.